# Somlószőlős
Somlószőlős là một thị trấn thuộc hạt Veszprém, Hungary. Thị trấn này có diện tích 19,46 km², dân số năm 2010 là 653 người, mật độ 34 người/km².